# Caio Márcio Censorino
Caio Márcio Censorino (em latim: Gaius Marcius Censorinus; m. 3 de novembro de 82 a.C.) foi um político e general romano da gente Márcia, de origem plebeia. Durante a Primeira Guerra Civil da República Romana, lutou ao lado dos populares contra os optimates. Seu cognome é uma referência à Caio Márcio Rutilo, o primeiro censor, e foi adotado pela primeira vez por seu filho, Caio Márcio Rutilo Censorino. 

## Biografia
Caio Márcio Censorino foi mencionado pela primeira vez nas fontes históricas depois do retorno de Lúcio Cornélio Sula da Ásia. Censorino o acusou de tentar se tornar rei e de receber suborno dos reis orientais. Apesar disto, no dia do julgamento, o próprio Censorino não apareceu. Logo depois ele retirou a acusação.
Com a irrupção da guerra civil, Márcio Censorino se aliou a Caio Mário e Lúcio Cornélio Cina na luta contra Sula. Depois que os dois conquistaram Roma, em 87 a.C., Censorino participou da perseguição aos sulanos na capital. Quando Cneu Otávio foi acrescentado à lista dos proscritos, foi Censorino que o executou e depois levou sua cabeça até Cina para que fosse exibida no Fórum Romano. Em 83 a.C., Sula retornou para a Itália depois de vencer Mitrídates VI do Ponto na Primeira Guerra Mitridática para lutar contra os populares. Com a morte de Mário e de Cina, eles eram liderados por Cneu Papírio Carbão, que lutava no norte, e Caio Mário, o Jovem, comandante no sul. Em meados de 82 a.C., Censorino foi enviado para lutar contra Pompeu, mas foi derrotado por ele na Batalha de Sena Gálica juntamente com Carbão.
Como Mário, o Jovem, estava cercado em Preneste, seu suprimento de alimentos se tornava mais escasso à cada dia e Censorino foi enviado por Carbão à frente de oito legiões numa tentativa de libertá-lo. Contudo, ele foi emboscado por Pompeu e novamente derrotado. Os sobreviventes se refugiaram numa colina e colocaram a culpa da derrota em Censorino. Uma das legiões marchou por conta própria até Arímino e o resto desertou para Sula. Censorino foi forçado a retornar para o acampamento de Carbão seguido apenas por um punhado de soldados..
Em setembro de 82 a.C., Carbão, desolado por tantas derrotas, fugiu para a Sicília. Censorino se juntou a Caio Carrinas e Lúcio Júnio Bruto Damásipo e os três assumiram o comando das legiões populares restantes perto de Clúsio. Pompeu os atacou na Segunda Batalha de Clúsio, matando mais de 20 000 rebeldes. Depois desta derrota decisiva, Censorino e o que restou do exército popular recuou para a região dos sabélios, onde os samnitas haviam recrutado mais de 1 000 homens para tentar libertar novamente Mário. Porém, Sula os interceptou no caminho para Preneste e deteve o avanço do exército. Depois disto, o líder samnita, Pôncio Telesino, decidiu marchar diretamente para Roma com o objetivo de saquear a cidade. Sula seguiu Telesino e, em 1 de novembro de 82 a.C., os dois exércitos se enfrentaram na Batalha da Porta Colina, diante da Muralha Serviana. Com a ajuda de Marco Licínio Crasso, Sula aniquilou o que restava dos populares.

## Morte
Caio Márcio Censorino foi capturado juntamente com muitos de seus colegas ao final da batalha. Ele foi decapitado por ordem de Sula e sua cabeça foi enviada para Preneste, onde foi exibida aos defensores da muralha para desanimar os soldados de Mário. O efeito foi instantâneo: a maior parte de suas forças desertou e Mário acabou se suicidando.